# آنجلو ویر
آنجلو ویر (انگلیسی: Angelo Vier؛ زادهٔ ۲۳ آوریل ۱۹۷۲) بازیکن فوتبال اهل آلمان است.
از باشگاه‌هایی که در آن بازی کرده‌است می‌توان به باشگاه فوتبال آرمینیا بیله‌فلد، باشگاه ورزشی وردر برمن، باشگاه فوتبال راپید وین، باشگاه فوتبال روت‌وایس اسن، و باشگاه فوتبال اسنابروک اشاره کرد.